# Olaf Richard Wulff

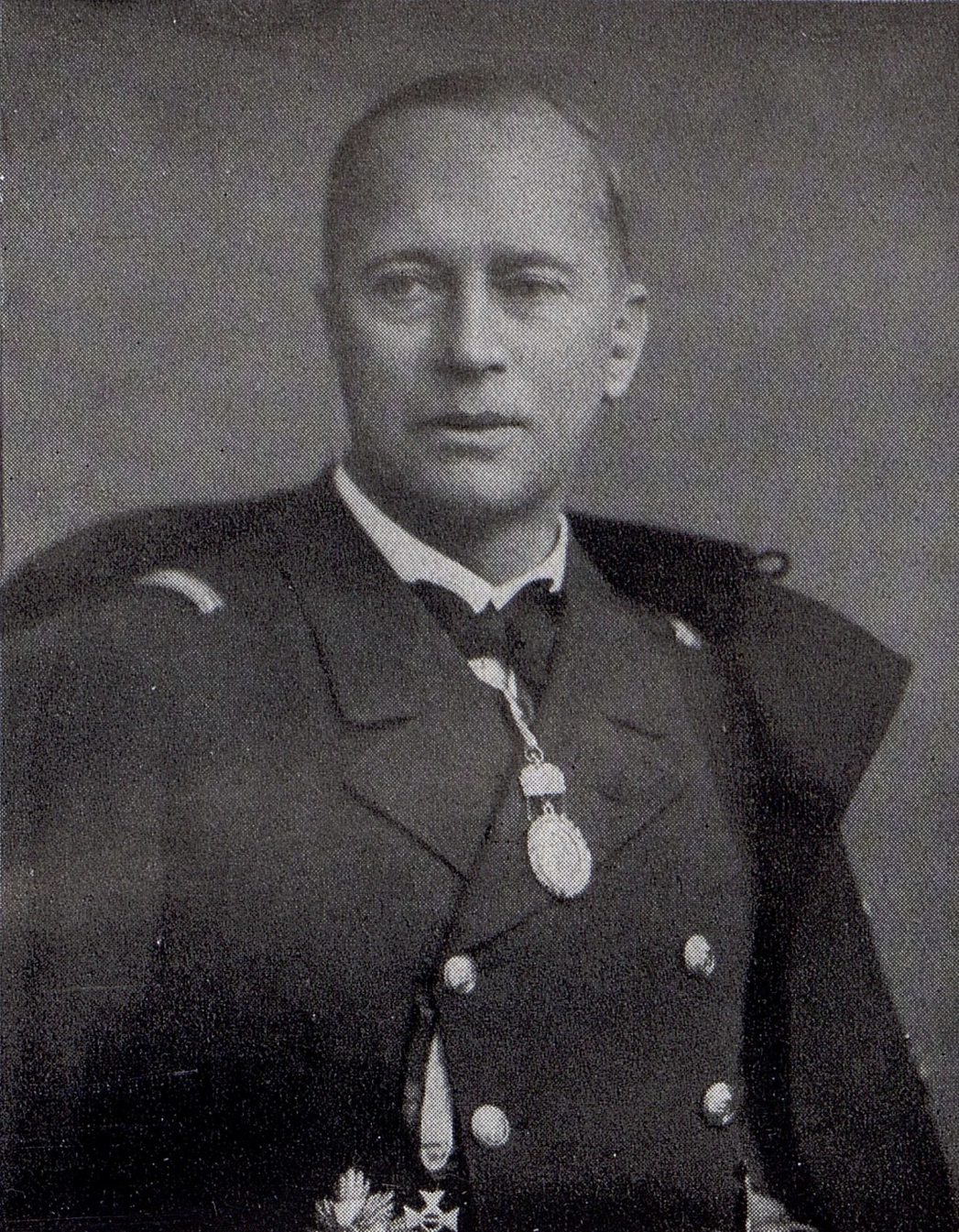
In Ungarn

Olaf Richard Wulff (manchmal auch von Wulff) (* 8. Februar 1877 in Budapest; † 12. Juni 1955 in Costa Rica) war ein österreichisch-ungarischer Marineoffizier.

## Leben
Wulff wurde 1895 im Range eines Seekadetts II. Klasse aus der Marineakademie ausgemustert. 1910 bis 1911 war er Kommandant des k.u.k. Marinedetachements in Peking. Im Ersten Weltkrieg war er zunächst mit der Führung der Donauflottille beauftragt. Als solcher griff er erfolgreich in die Kämpfe um Belgrad und bei Sabac ein und durchbrach am 28. September 1914 die Minensperren bei Belgrad, wofür ihm am 27. Juni 1922 das Ritterkreuz des Militär-Maria-Theresien-Ritterordens verliehen wurde. Im weiteren Kriegsverlauf war er als Monitorgruppen- und Monitordivisionkommandant an den Kämpfen entlang der Donau beteiligt. Im Frühjahr und Sommer 1918 befehligte er eine Flottillenabteilung im Schwarzen Meer und auf den Flüssen der Ukraine und deckte im Herbst den Rückzug alliierter Truppen entlang der Donau.
Nach dem Krieg wurde er noch 1918 zum Kommandant der nunmehr ungarischen Donauflottille ernannt, am 6. November brachte er auf den Schiffen die Flagge des Kaiserreiches ein und ließ solche des Königreichs Ungarn hissen. Bis 1933 machte er im ungarischen Militär Karriere, u. a. als Inspekteur der Flusstruppen. 1935 wurde er im Rang eines Konteradmirals Adjutant des Reichsverwesers von Ungarn Miklós Horthy, später trug er den Charakter eines Generaloberkapitäns.
Nach dem Zweiten Weltkrieg emigrierte er aus Furcht vor Verfolgung durch die sowjetischen Besatzer nach Costa Rica.

## Auszeichnungen
- 1914/1922: Ritterkreuz des Militär-Maria-Theresien-Ritterordens
- Eisernes Kreuz II. Klasse
- Ungarisches Verdienstkreuz II. Klasse mit Stern
- Militär-Verdienstmedaille – Große Goldmedaille der Ungarischen Krone[3] et mult.

## Veröffentlichungen
- Die österreichisch-ungarische Donauflottille im Weltkriege 1914–18. Braumüller Universitäts-Verlagsbuchhandlung, Wien 1934 (landesbibliothek.at [abgerufen am 22. Mai 2024]).